# فأريات أبازة
فأريات أبازة (الاسم العلمي: Zapodinae)، فُصيلة حيوانات من القوارض وفصيلة اليربوعيات تشبه الفئران في أمريكا الشمالية والصين.